# Liaoning Flying Leopards
Maillots
Actualités
Les Liaoning Flying Leopards (en chinois : 辽宁飞豹) sont un club chinois de basket-ball basé à Yingkou (Liaoning). Le club évolue en Chinese Basketball Association, la ligue professionnelle de plus haut niveau du championnat chinois.

## Historique
Au cours de la saison 2004-2005 du championnat chinois, Liaoning termine à la première place de la division Nord, mais perd en quarts de finale des playoffs contre les Yunnan Bulls de la division Sud. Les saisons suivantes, l’équipe prend la septième puis la quatrième place, avant d'accéder aux finales lors la saison 2007-2008. Néanmoins Liaoning perd contre les Guangdong Southern Tigers, qui remporte l'ensemble des matchs de la série.
Après avoir terminé à la cinquième place lors de la saison 2009-2010, Liaoning manque les playoffs en 2011 et 2012.
Avant le début de la saison 2012-2013, l'effectif connaît un bouleversement. Liaoning fait venir Josh Akognon et Alexander Johnson. Pendant ce temps, le vétéran Bian Qiang prend sa retraite, et de nombreux joueurs locaux sont transférés ou prêtés à d’autres équipes. L’une des transactions les plus importantes est de laisser partir Zhang Qingpeng. Il sera plus tard révélé que ce transfert a pour objectif le développement du tireur d’élite Guo Ailun.
Au début de la saison 2014-2015, Les Flying Leopards sont des concurrents réguliers pour le titre, propulsés par des joueurs comme Guo, Han Dejun et le multiple MVP Lester Hudson. Liaoning perd contre les Beijing Ducks en six matchs lors de la finale 2015, et contre les Sichuan Blue Whales en cinq matchs en finale 2016.
Au cours de la saison 2017-2018, Liaoning défait les Zhejiang Lions en finale (4–0) et remporte leur premier titre de champion CBA.

## Effectif
| Liaoning Flying Leopards Effectif actuel | Liaoning Flying Leopards Effectif actuel | Liaoning Flying Leopards Effectif actuel | Liaoning Flying Leopards Effectif actuel | Liaoning Flying Leopards Effectif actuel |
| ---------------------------------------- | ---------------------------------------- | ---------------------------------------- | ---------------------------------------- | ---------------------------------------- |
| Entraîneur : Guo Shiqiang                |                                          |                                          |                                          |                                          |
| Poste                                    | Numéro                                   | Nationalité                              | Nom du joueur                            | Âge                                      |
| Meneur                                   | 0                                        |                                          | Gao Shiyan                               | 23                                       |
| Arrière                                  | 1                                        | Drapeau des États-Unis                   | Lance Stephenson                         | 29                                       |
| Meneur                                   | 3                                        |                                          | Zhao Jiwei                               | 24                                       |
| Ailier fort                              | 6                                        |                                          | He Tianju                                | 29                                       |
| Arrière                                  | 8                                        |                                          | Ma Zhuang                                | 20                                       |
| Ailier                                   | 10                                       |                                          | Cong Mingchen                            | 24                                       |
| Ailier                                   | 11                                       |                                          | Liu Zhixuan                              | 28                                       |
| Meneur / Arrière                         | 13                                       |                                          | Guo Ailun                                | 26                                       |
| Ailier                                   | 15                                       |                                          | Guo Xu                                   | 24                                       |
| Pivot                                    | 17                                       |                                          | Liu Yanyu                                | 20                                       |
| Ailier / Ailier fort                     | 18                                       |                                          | Sun Kaiqi                                | 26                                       |
| Ailier / Ailier fort                     | 22                                       |                                          | Li Xiaoxu                                | 29                                       |
| Pivot                                    | 28                                       |                                          | Lu Zijie                                 | 20                                       |
| Pivot / Ailier fort                      | 30                                       | Drapeau des États-Unis                   | Brandon Bass                             | 34                                       |
| Ailier                                   | 32                                       |                                          | Wang Huadong                             | 20                                       |
| Pivot                                    | 55                                       |                                          | Han Dejun                                | 32                                       |
|                                          |                                          |                                          |                                          |                                          |
| (C) - Capitaine, - Blessé                |                                          |                                          |                                          |                                          |

## Entraîneurs successifs
- 2004-? :  Jiang Xingquan
- 2006-2011 :  Guo Shiqiang
- 2009-2010 :  Rytis Vaišvila
- 2012-2014 :  Wu Qinglong
- 2013-2015 :  Mihailo Pavićević
- 2015-2016 :  Joe Whelton
- 2016-2019 :  Joaquín Ruiz Lorente
- 2019- :  Guo Shiqiang

## Joueurs notables du club
- Wu Qinglong (1984-1997)
- Wu Naiqun (1993-2000)
- Li Xiaoyong (1993-2003)
- Guo Shiqiang (1993-2006)
- Zhang Qingpeng (2001-2010 ; 2011-2012)
- Li Xiaoxu (2005-)
- Han Dejun (2007-)
- Guo Ailun (2010-)
- Josh Powell (2011-2012)
- Liu Zhixuan (2012-)
- Zhao Jiwei (2013-)
- Dominique Jones (2013-2014)
- Lester Hudson (2014-2019)
- Brandon Bass (2017-)
- Lance Stephenson (2019-)